# Caló
Caló (od rom. słowa kalo „czarny”, lub od pierwotnego hiszp. zincaló „cygański”) – pogadialekt języka romskiego, uważany też za gwarę hiszpańskiego, lub osobny język mieszany, którym posługują się andaluzyjscy Romowie zwani Calé (nazwa własna), Gitanos lub dawniej Zincarli (egzoetnonimy). Obok portugalsko-brazylijskiego calâo, katalońskiego romanó i baskijskiego errumantxela tworzy iberyjską grupę pogadialektów języka romskiego, używanych na terenie Hiszpanii i Portugalii oraz w Ameryce Łacińskiej.
Jak wszystkie pogadialekty, caló powstał w wyniku stopniowego łączenia romskiego słownictwa ze strukturami gramatycznymi i fonetycznymi języka większościowego, w tym przypadku kastylijskiego. Wydawane od XV wieku antycygańskie prawodawstwo w krajach Półwyspu Iberyjskiego sprawiło, że tamtejsi Romowie zatracili najpierw możliwość, a później zdolność swobodnego porozumiewania się w ojczystym języku. W wyniku przymusowej asymilacji język romski wyszedł bowiem całkowicie z użycia, powstały jednak nowe gwary mieszane, dzięki którym Romowie mogli zachować odrębność komunikacji wewnątrzgrupowej.
Kastylijskie dokumenty urzędowe z XVI i XVII wieku wspominają o języku romskim z wyraźną niechęcią, opisując go jako niezrozumiały żargon (hiszp. cingerionza). W literaturze hiszpańskiej (Cervantes i Góngora) co prawda występują Cyganie, ale nie używają caló. Pozwala to uznać, że w tamtym okresie jeszcze się on ostatecznie nie uformował. Pierwsze poświadczone teksty pochodzą dopiero z XVIII wieku.
Pomimo aury tajemniczości słownictwo caló przeniknęło do potocznego języka hiszpańskiego za pośrednictwem słów pieśni flamenco, do dialektu andaluzyjskiego oraz do gwary więziennej. Siedemnastowieczna gwara kastylijska również posługiwała się zapożyczeniami z romskiego. Przykłady zapożyczeń: gachó („człowiek” od rom. gadžo „nie-Rom”), chaval („chłopiec” od rom. čhavo „chłopiec”, „syn”), parné („pieniądze” od rom. parno „biały” – tu być może w sensie „srebrny”), currelar lub currar („pracować”), fetén („wspaniały”), pinreles („stopa”), biruji („zimno”), churumbel („dziecko”).
Współczesne caló jest przedmiotem nieustannego zainteresowania językoznawców. Podjęto nawet próby przywrócenia romskiej leksyki i zastąpienia słów pochodzenia hiszpańskiego wyrazami zaczerpniętymi z innych dialektów romani.